# T-72 Scarab
T-72 Scarab je označení české modernizace sovětského bojového tanku T-72, kterou představila zbrojařská společnost Excalibur Army v Brně v roce 2017 na výstavě IDET. Někdy je uváděno i označení T-72-4 nebo T-4-72.

## Popis
Modernizace T-72 Scarab se zaměřuje především na zvýšení odolnosti a zlepšení vedení palby.

### Modernizace pancéřování
Modernizační balíček firmy Excalibur army podstatným způsobem zvyšuje ochranu přední části korby tanku a přední a bočních částí věže instalací nového přídavného pancéřování. Reaktivní pancíř typu DYNA je instalován na věži i korbě. Na věži jsou bloky reaktivního pancíře schovány pod kovovou karoserií, která zásadně mění její tvar. Mřížová ochrana typu SLAT je použita na zadní a boční části věže a obepíná servisní bedny a připevněná zařízení. Všechny průzory na tanku jsou vybaveny protilaserovými filtry.

### Výzbroj
Celá modernizace věže celkově změnila její tvar a profil. Hlavní výzbroj tvoří kanón 2A46 ráže 125 mm, který je používán na tanku T-72, se zásobou munice v počtu 39 kusů, kterou tvoří typy HE, HEAT nebo APDSFS (účinný dostřel až 4 km). Stabilizátor kanónu zatím není uveden. 
Ve věži je instalován kulomet PKT ráže 7,62 mm, k němuž je vezena zásoba 2 tisíc kusů nábojů. Na věži se nachází kulomet NSVT ráže 12,7 mm, který je ovládán stanicí ve věži tanku. Mezi nové vybavení věže patří i nová pozorovací a zaměřovací zařízení.

### Pohonná jednotka
T-72 Scarab je oproti původní T-72M1 pohyblivější v terénu (45 km/h) i na zpevněných komunikacích (60 km/h). 
Tank T-72 Scarab o hmotnosti 45 tun je vybaven 12válcovým motorem V-84, který vyprodukuje výkon 618 kW a maximální kroutící moment 3335 Nm. Tento motor je čtyřtaktní, vícepalivový, vznětový s kapalinovým chlazením s plnicím odstředivým dmychadlem. Celkový dojezd na zpevněné komunikaci je okolo 500 km a dojezd v terénu zatím není známy.
Převodové ústrojí je tvořeno dvěma planetovými převodovkami o počtu převodových stupňů 7+1. Ovládání této převodovky je hydraulické s mechanickým ovládanými posouvači.

### Další modifikace
Kromě prvků v tomto modernizačním balíčku, nabízí společnost Excalibur další možnosti vylepšení. Například nové systémy pro vedení palby, pozorovací a zaměřovací přístroje a v neposlední řadě moderní hasicí systémy.